# Acadèmia Nacional de Ciències de Belarús

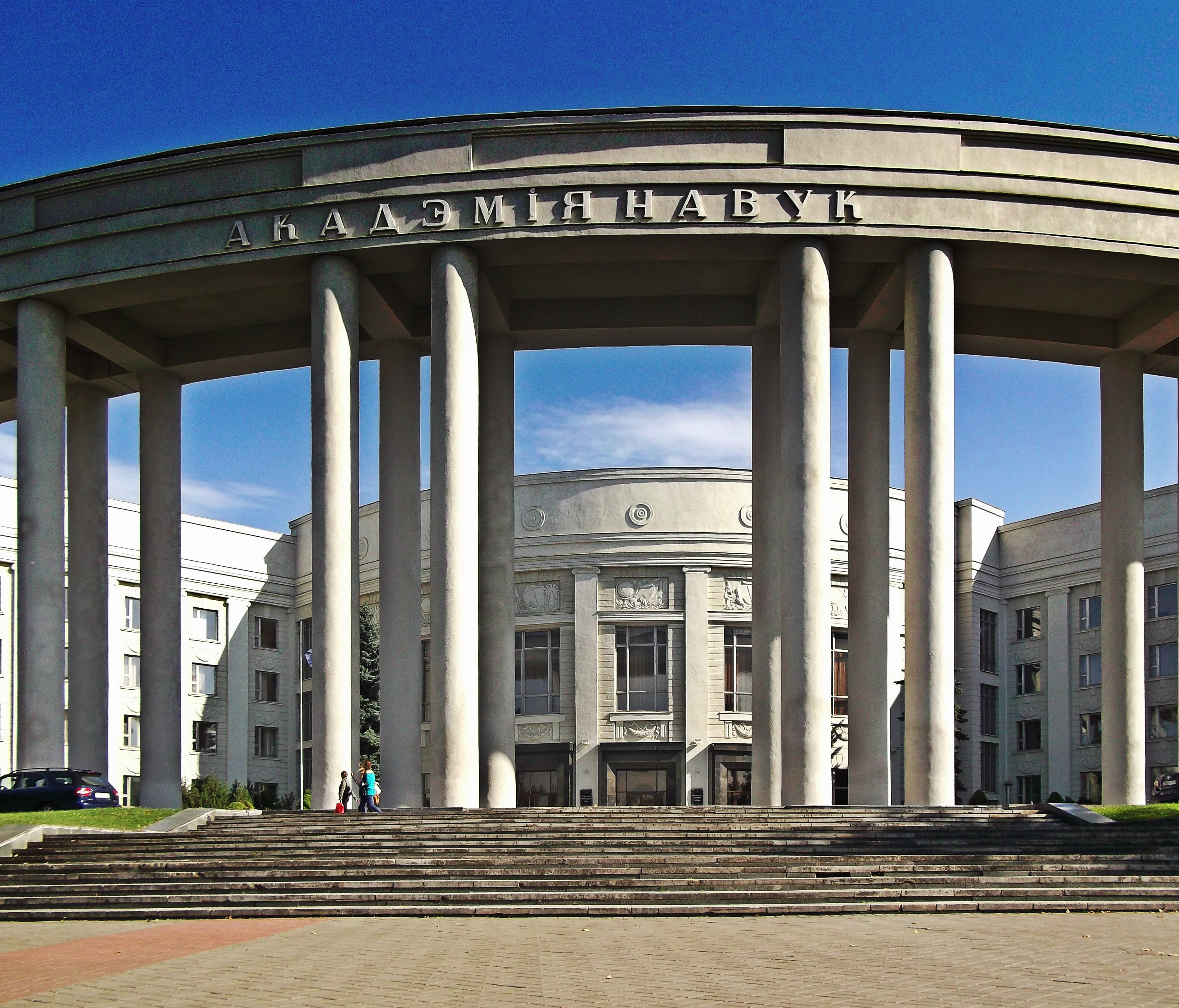
Seu a Minsk.

L'Acadèmia Nacional de Ciències de Belarús (en belarús: Нацыянальная акадэмія навук Беларусі, Natsianalnaya akademiya navuk Belarusi, НАНБ -NANB; entre 1929 i 1936: Acadèmia Belarussa de Ciències, Беларуская акадэмія навук; entre 1936 i 1991 Acadèmia de Ciències de la República Socialista Soviètica de Belarús, Акадэмія навук БССР; entre 1991 i 1997, Acadèmia de Ciències de Belarús, Акадэмія навук Беларусі) és la més alta institució científica de la República de Belarús, encarregada de l'organització, la realització i la coordinació de les recerques fonamentals aplicades a la ciència i l'elaboració de treballs en els camps de les ciències naturals, tècniques, humanitàries, socials i en el camp de les arts.
Per a la decisió i acompliment de les seves competències compleix les seves funcions com a òrgan republicà independent de l'administració estatal dins dels límits determinats per la llei i l'estatut de l'Acadèmia de Ciències. Està subordinada a la Presidència de la República de Belarús i rendeix comptes al Consell de Ministres de Belarús.

## Història
L'Institut de Cultura de Belarús (Insbelkut, 1922-1928) es va reorganitzar en l'Acadèmia de Ciències per decisió del Comitè Executiu Central i el Consell de Comissaris del Poble de la República Socialista Soviètica de Belarús el 13 d'octubre de 1928. La inauguració es va produir l'1 de gener de 1929, desè aniversari de l'RSS de Belarús. El primer president de l'Acadèmia de Ciències va ser l'historiador Usévalad Ignatouski. Inicialment van entrar a treballar en l'Acadèmia 128 persones de les quals, 87 eren investigadors. Des del principi es va convertir en un centre capdavanter en la recerca quant al desenvolupament econòmic, tecnològic, social i cultural del país. A principis de 1941, l'Acadèmia tenia prop de 750 membres. La seva estructura era de 12 institucions de recerca científica.
Durant la Gran Guerra Pàtria (1941-1945) es va suspendre l'activitat de l'Acadèmia. Alguns científics van continuar els seus estudis en altres institucions de la República Socialista Federativa Soviètica de Rússia o altres regions de l'antiga Unió Soviètica. Molts empleats van participar en els combats. Durant la guerra, l'Acadèmia, així com el conjunt de l'economia de Belarús va sofrir uns greus danys. Els laboratoris científics, els equips, els edificis i la biblioteca van ser cremats o saquejats. En 1945 el total de personal de l'Acadèmia estava compost per 360 persones. Després de l'alliberament de Minsk al juliol de 1944, a principis de 1945, vuit institucions de l'Acadèmia van reprendre les seves activitats, i el 1951, l'Acadèmia de Ciències ja hi havia obert 29 institucions de recerca científica. El nombre total d'empleats arribava a 1.234 persones. L'Acadèmia comptava amb 33 acadèmics, 27 membres corresponents, 55 professors i doctors de ciències i 165 candidats de la ciència. El perfil de recerca de l'acadèmia es va adaptar a la influència dels canvis en l'estructura de l'economia nacional, les necessitats de la ciència, les tradicions i el potencial científic existent. El desenvolupament de l'acadèmia i la formació de les seves institucions va aconseguir el suport dels governs de Belarús i l'URSS, així com els centres científics més importants de Moscou, Leningrad i altres ciutats de l'antiga Unió Soviètica. Durant l'existència de la Unió va gaudir de gran reputació amb científics com a Panes Ajrem (química), Mikalái Barísevich, Fiodar Fiodaraŭ (física), Veniamyn Vacyakou o Uladzimir Ulashchyk (biologia, medicina).
Després de la dissolució de la Unió Soviètica, els objectius de l'Acadèmia han canviat sensiblement, amb un enfocament més proper als problemes aplicats, i sota la supervisió d'Aleksandr Lukaixenko d'acord amb la Llei 159-3 del 5 de maig de 1998 i el decret núm. 390 del president de Belarús del 4 d'agost d'aquest mateix any. L'1 de gener de 2007 treballaven en les institucions de l'Acadèmia 17.100 persones, entre els quals, 560 metges i 1.924 candidats.